# 카토 카엘린

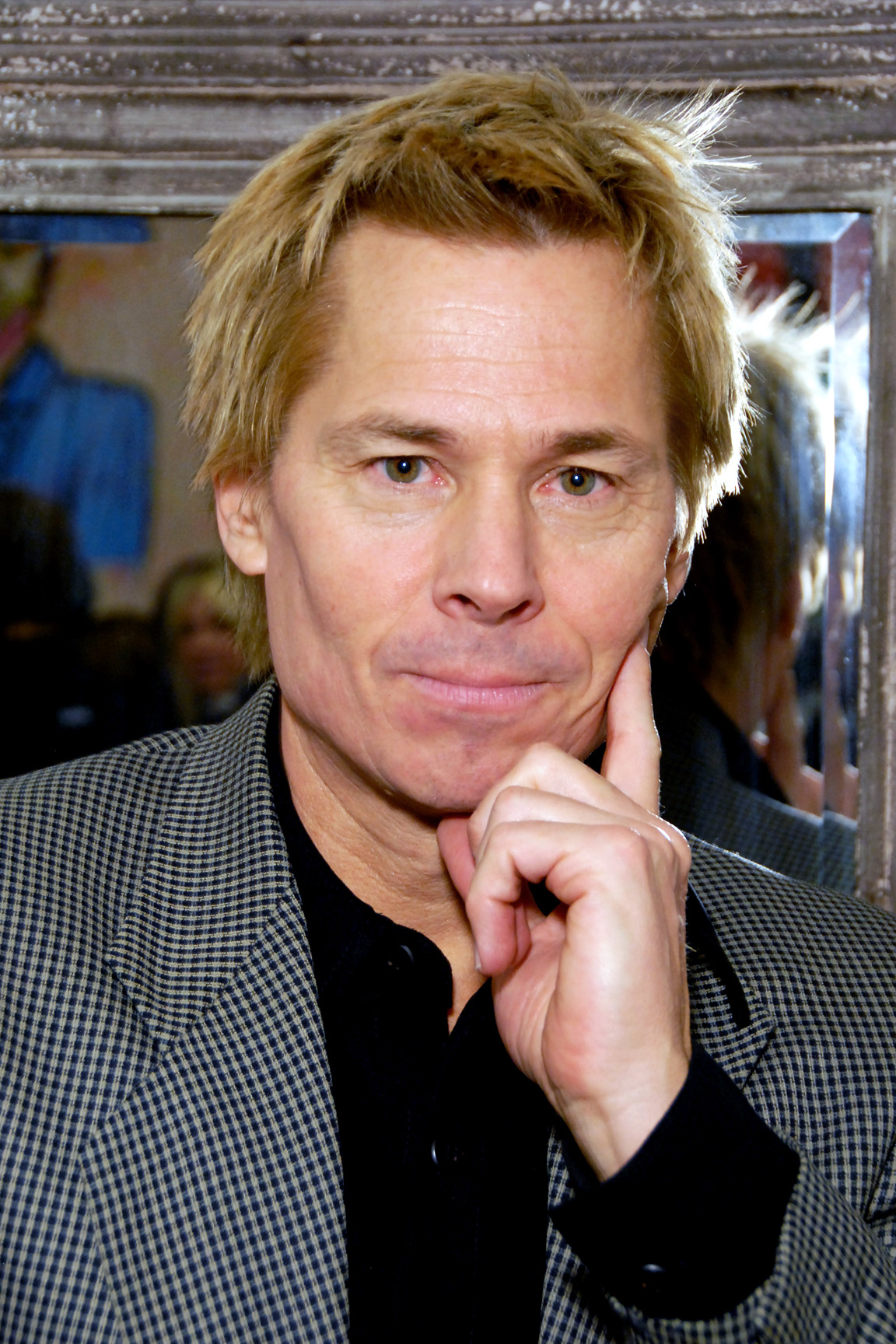

케이토 케일린(Kato Kaelin, 1959년 3월 9일 ~ )은 미국의 배우, 텔레비전 배우이다.
밀워키에서 태어났다.

## 영화
- 못말리는 섹스 아카데미 2 (2006년)
- 더 데일리 쇼 위드 존 스튜어트 (1996년) - 게스트 역
- 사이보그 3 (1995년)
- 세이브 미 (1993년)
- 프로투타입 (1992년)
- 비키니 대소동 (1987년)